# Атропатена
Атропатена, също Мидия Атропатена (на гръцки: Ἀτροπατηνή, Atropatene, Media Atropatene, на персийски: آتروپاتکان, Âturpât(a)kân), е независимо царство на територията главно на иранските провинции Ардабил, Западен и Източен Азербайджан.

## История
По време на Ахеменидското царство територията принадлежи географски и културно и политически към Мидия. Населявано е главно от мидийци. Столица на страната е Ганзак.
След завладяването на Персийската империя от македонския цар Александър III Мидия запазва своя сатрап Атропат. След смъртта на Александър Южна Мидия с Екбатана преминава към Селевкидското царство.
Атропат задържа контрола над Северна Мидия и основава династия, която може да владее 1 независимо царство. Страната е наричана по онова време Мидия Атропатена (Мидия на Атропат).

## Царе

### Атропатиди
- Атропат (323–ок. 300 пр.н.е.)
- неизвестен владетел
- Артавазд I (Artabazanes; ок. 221–сл. 220 пр.н.е.)
- неизвестен владетел
- Митрадат I (пр. 67–ок. 66 пр.н.е.)
- Дарий I (ок. 66/65 пр.н.е.)
- Ариобарзан I (ок. 65 – 56 пр.н.е.)
- Артавазд II (56 – 30 пр.н.е.)
- Ариобарзан II 28 – 20 пр.н.е.)
- Асинал (30 – 20 пр.н.е.)
- Артавазд III (4 – 6 г.)
- директно партско владетелство
- Артабан III (6 – 10)
- Вонон II (11?–51)
- Ариобарзан II (20–ок. 6 пр.н.е.)

### Арсакиди
- Пакор (51 – 78), последен известен цар